# Lactarius porninsis
Lactarius porninsis (Léon Louis Rolland, 1889) din încrengătura Basidiomycota, în familia Russulaceae și de genul Lactarius, denumită în popor râșcov de zadă, este o specie de ciuperci comestibile care coabitează, fiind un simbiont micoriza (formează micorize pe rădăcinile arborilor). În România, Basarabia și Bucovina de Nord trăiește, din (iulie) august până în noiembrie, în grupuri împrăștiate adesea de multe exemplare, în păduri de conifere și mixte naturale, numai sub zade, cea ce înseamnă că poate fi găsit în principiu doar de la deal la munte (chiar și la altitudine mare până la 2000m peste NN). În câmpie, pe lângă zade plantate, nu apare aproape niciodată.

## Taxonomie

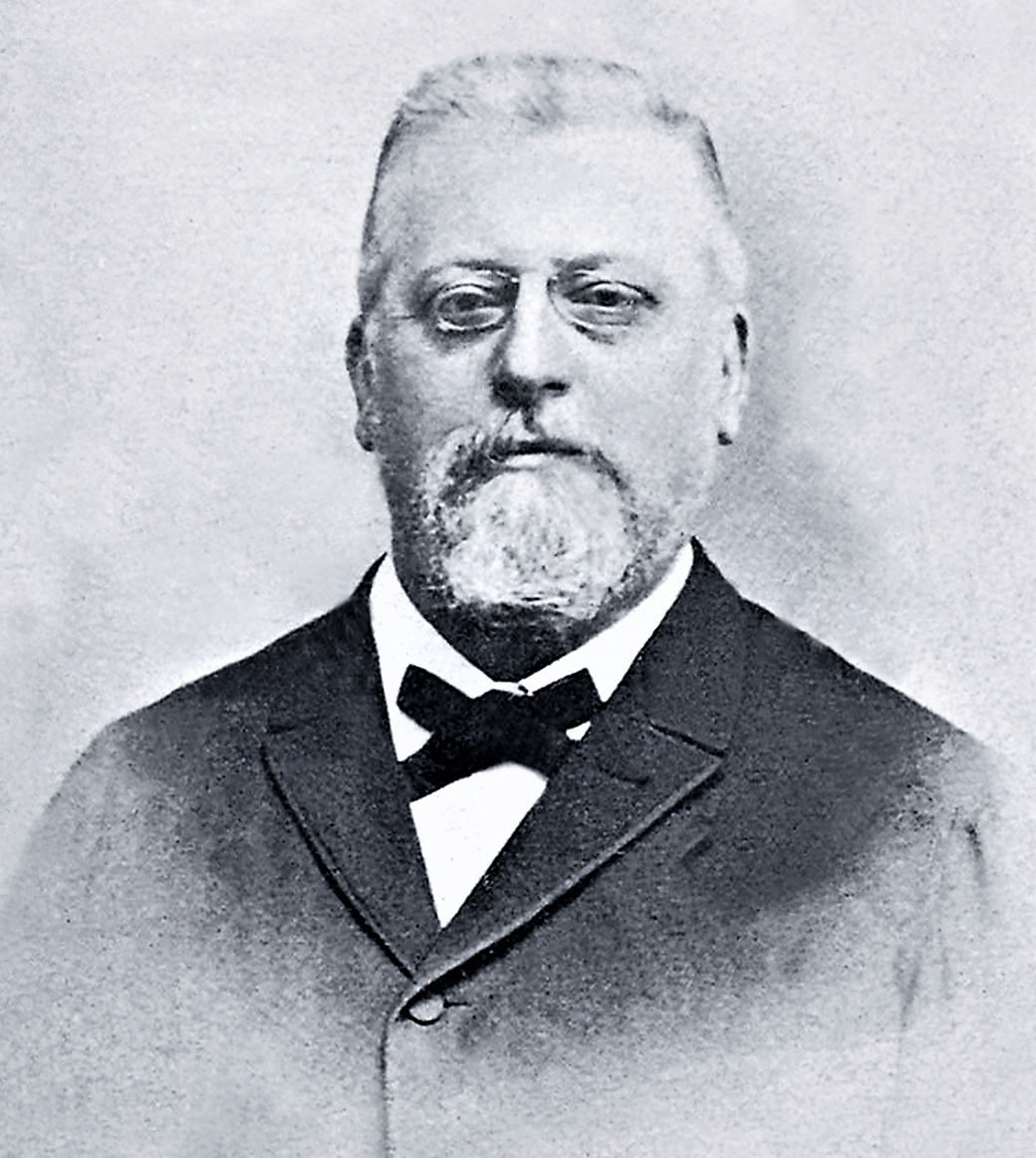
Rolland

Numele binomial a fost determinat drept Lactarius porninsis de botanistul și micologul francez Léon Louis Rolland în volumul 5 al Bulletin de la Société mycologique de France din 1889.
Singurele alte încercări de redenumire, anume Lactifluus porninae sugerată de micologul italian Pier Andrea Saccardo în 1891 și Lactifluus porninae, al micologului german O.Kuntze din 1898, sunt acceptate sinonim, dar nu folosite. 
Numele generic este derivat din cuvântul latin (latină lacteus=lăptos, plin de lapte). Epitetul a fost creat de Rolland în onoarea colaboratoarei sale M. Pornin. Pier Andrea Saccardo a modificat epitetul în porninae (vezi mai sus), subliniind genul feminin al onoratei, fiind văzut drept variantă ortografică.

## Descriere

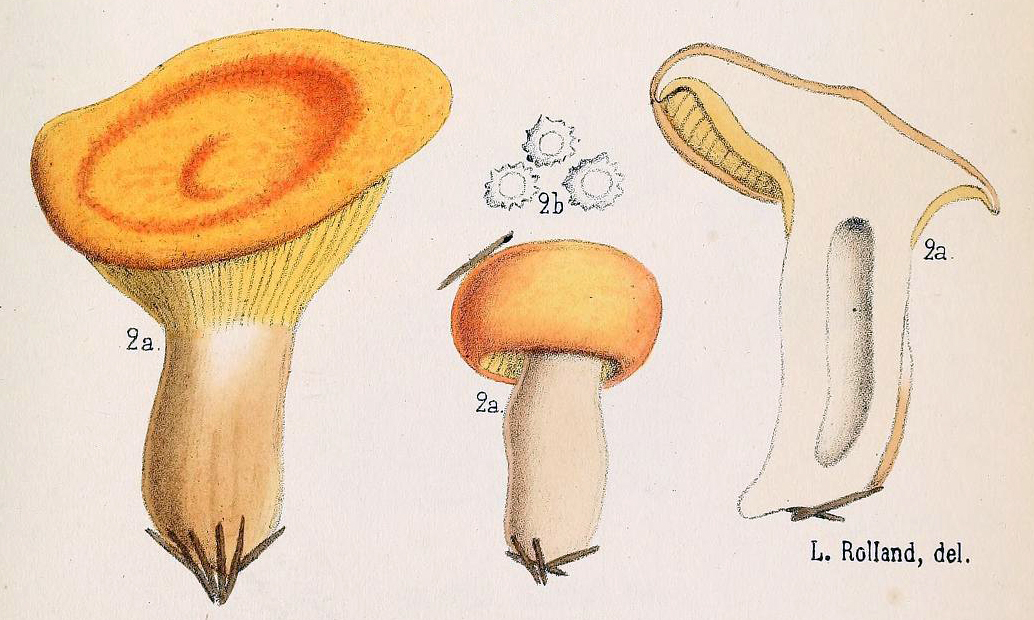
Rolland: Lactarius porninsis

- Pălăria: are un diametru de 4-8 (10)cm, este cărnoasă, ușor casantă, la început emisferică, repede convexă, adesea larg turtit cocoșată, cu marginea răsfrântă spre picior și nestriată, devenind la maturitate doar plan-deprimată, iar la bătrânețe adesea clar adâncită. Cuticula netedă este uscată până slab lipicioasă când vremea este frumoasă, la umezeală însă unsuroasă, chiar vâscoasă. Prezintă ocazional o zonă vagă de cercuri concentrice constituite din pete de culoare mai închisă. Coloritul este în regulă proporționat, uneori și mai închis spre centru și poate fi viu portocaliu-auriu, portocaliu sau galben-maroniu.
- Lamelele: sunt subțiri și înghesuite, inegale și uneori bifurcate, nu prea înalte, în tinerețe aderate la picior întinzându-se cu avansarea în vârstă, devenind astfel ori clar, ori doar decurente pe o porțiune scurtă a piciorului. Coloritul este inițial palid gălbui și schimbă cu avansarea în vârstă, devenind galben-portocaliu sau ocru cu reflexe portocalii, și în sfârșit brun-portocaliu.
- Piciorul: are o înălțime de 4-8 (10)cm și o lățime de 1-2,5cm, este cilindric, puțin subțiat la bază, fiind în stadiu tânăr destul de robust și în interior împăiat până vatos, apoi, la bătrânețe, gol și friabil. Suprafața netedă este palid portocaliu-roșcată până galben-maronie cu tonalități portocalii, iar spre bază albicioasă. Nu prezintă o zonă inelară.
- Carnea: în pălărie albă și în picior gălbuie până palid portocalie, pentru mult timp compactă cu corpul fructifer ceva casant, dar, la sfârșitul evoluției friabilă, are un miros clar fructuos ca coaja de portocală și un gust inițial blând până amărui care devine cu avansarea ciupercii în vârstă amarnic, uneori și rășinos.
- Laptele: când buretele este tăiat emană un suc alb și vâscos care nu se decolorează la aer și curge destul de abundent, dezvoltând un gust ori mai blând, ori amarnic. Nu se știe precis, de ce unele exemplare rămân savuroase, pe când altele dezvoltă un gust mai mult au mai puțin amar.[4][5]
- Caracteristici microscopice: are spori ovoidali până lat elipsoidali, hialini (translucizi), neamiloizi (nu se decolorează cu reactivi de iod) sau puțin amiloizi (ce înseamnă colorabilitatea structurilor tisulare folosind reactivi de iod) cu spini mici de 0,5µm lungime incomplet reticulați, având o mărime de 6,3-9,6 x 5,2-7,3 microni. Pulberea lor este gălbuie. Basidiile clavate cu 4 sterigme au o mărime de 44-67 × 10,5-12,5 microni. Paracistidele (cistide numai puțin diferențiate de pe muchiile lamelor) de 41-60 × 6-10 microni, abundente până răsfirate, cu pereți subțiri, sunt sub-fusiforme, emergente, semănând cu un șir de mărgele, mai rar cu vârf forjat. Cheilocistidele (elemente sterile situate pe muchia lamelor) fusiforme, îngustate spre vârf și cu pereți subțiri măsoară 20-40 × 5-8 microni, iar cele subordonate  (leptocistide) fiind cilindrice până clavate, hialine, tot cu pereți subțiri și o mărime de 15-30 × 5-12 microni. Prezintă, de asemenea, multe pseudocistide (hife asemănătoare cistidelor, de acea „pseudo”, care izvorăsc mult mai adânc în țesutul fungic interior) cilindrice până îndoite cu 2-5 μm lățime. Cuticula cu o grosime de 100-200µm constă din hife paralele numai puțin gelatinoase, destul de largi de 5-7µm în diametru, din care unele sunt ramificate, altele au un pigment extracelular, fin, granular. Coaja de pe suprafața pălăriei cu o grosime de până la 100 μm de hife întrețesute cu 2,5–5,5μm diametru nu gelatinizată și nici nu se usucă.[11][12]
- Reacții chimice: carnea se colorează cu guaiacol repede peste portocaliu în vinaceu-purpuriu, cu sulfat de fier în 5 minute roz-gălbui și cu tinctură de Guaiacum imediat gri-verzui.[13][14]

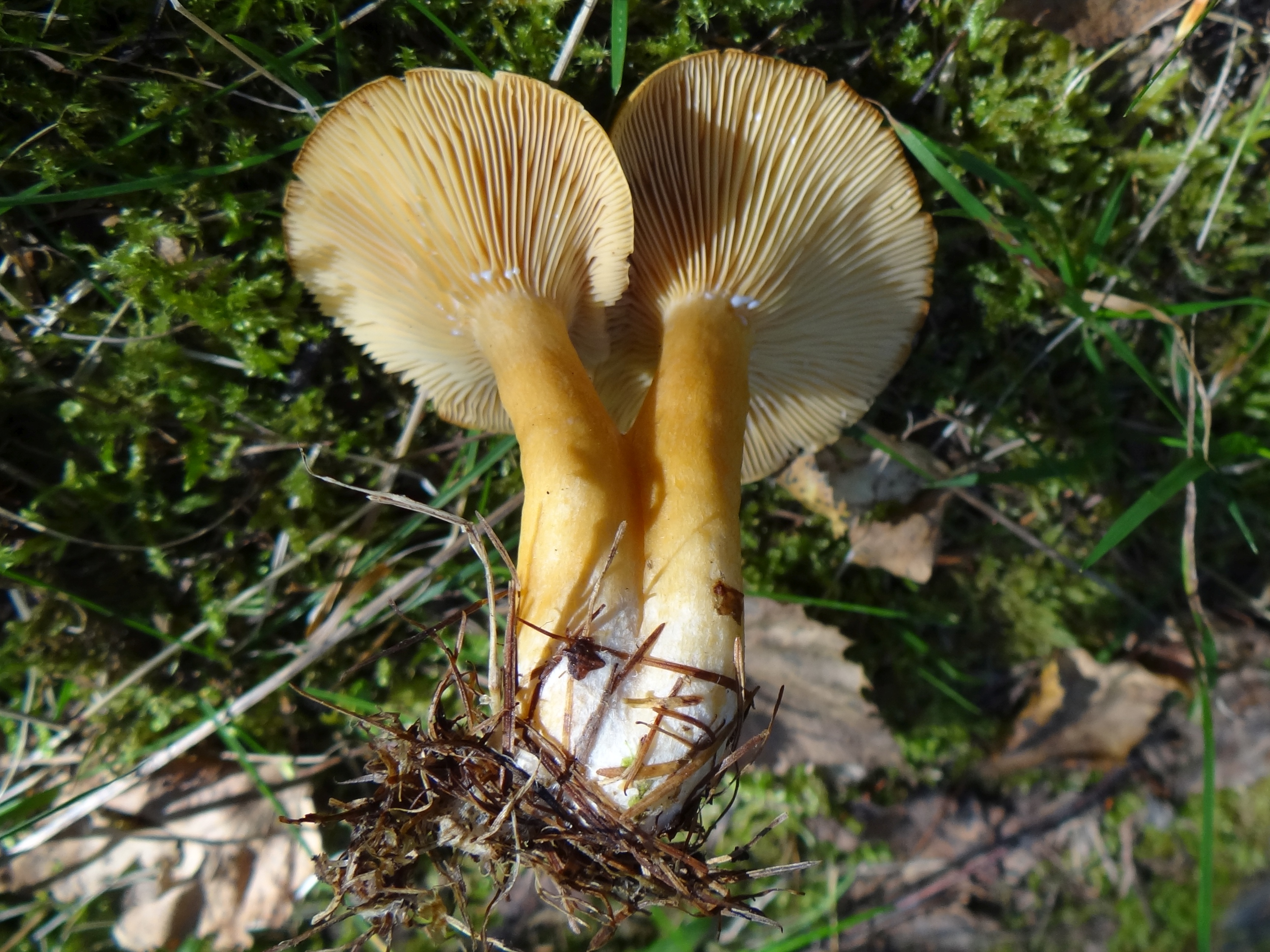
L. porninsis, lamele, suc și picior
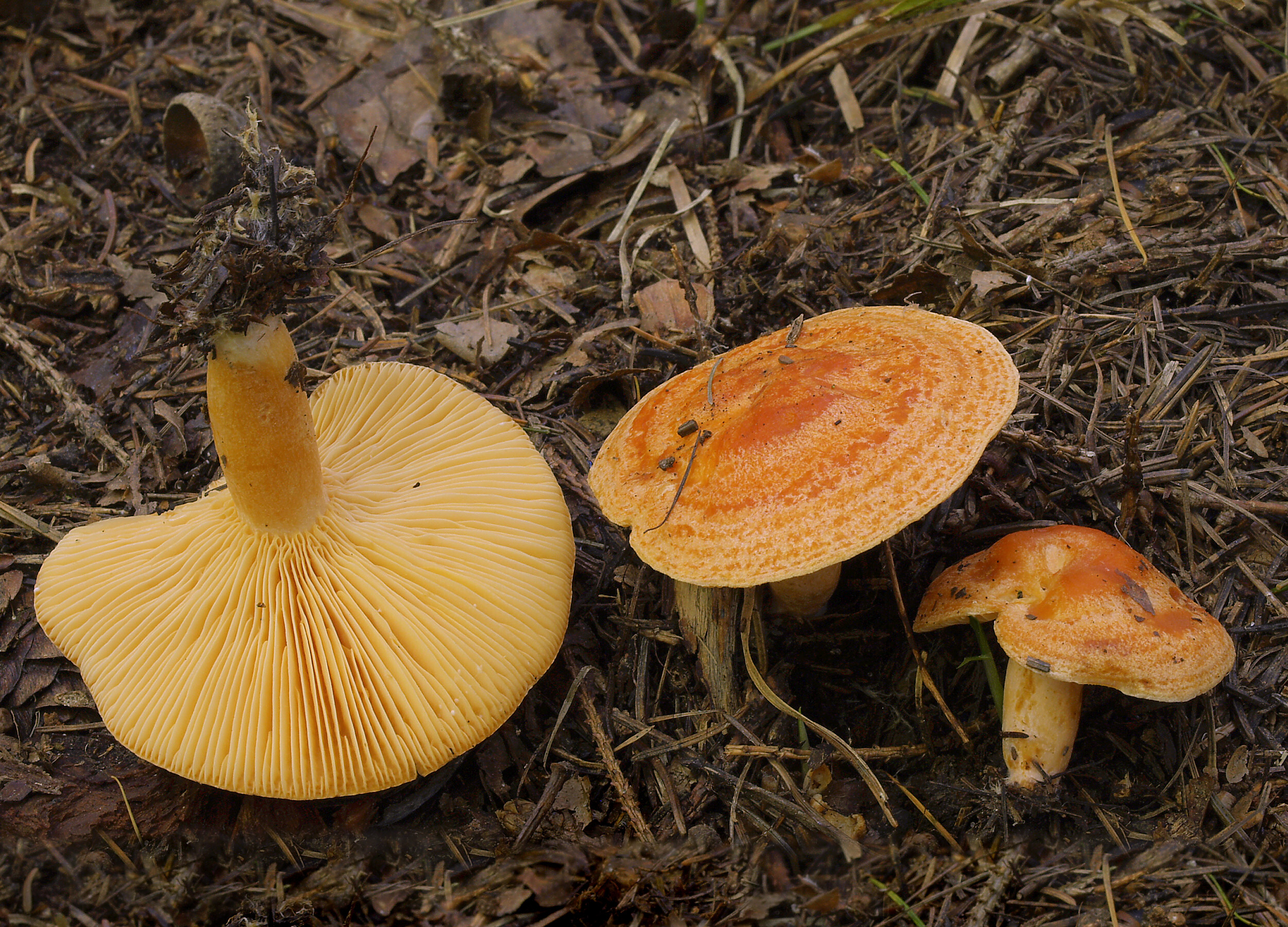
L.porninsis maturi

## Confuzii
Dacă nu se dă seama că acest burete se dezvoltă numai în apropierea simbiontului său unic, zada, poate fi confundat de exemplu cu alte soiuri de genul "Lactarius", cum ar fi: Lactarius aurantiacus (limitat comestibil), Lactarius chrysorrheus (necomestibil), Lactarius decipiens (necomestibil), Lactarius deterrimus (comestibil), Lactarius fulvissimus (comestibil), Lactarius helvus (limitat comestibil), "Lactarius mairei" (ușor otrăvitor), "Lactarius fulvissimus" (comestibil), "Lactarius pubescens" (otrăvitor), Lactarius fulvissimus, Lactarius hygrophoroides, (comestibil), Lactarius mairei (ușor otrăvitor), Lactarius quietus (comestibil), Lactarius scrobiculatus (otrăvitor), Lactarius serifluus (necomestibil), Lactarius subdulcis (comestibil), Lactarius torminosus (otrăvitor), Lactarius volemus (comestibil) și Lactarius zonarius (necomestibil).

## Specii asemănătoare în imagini

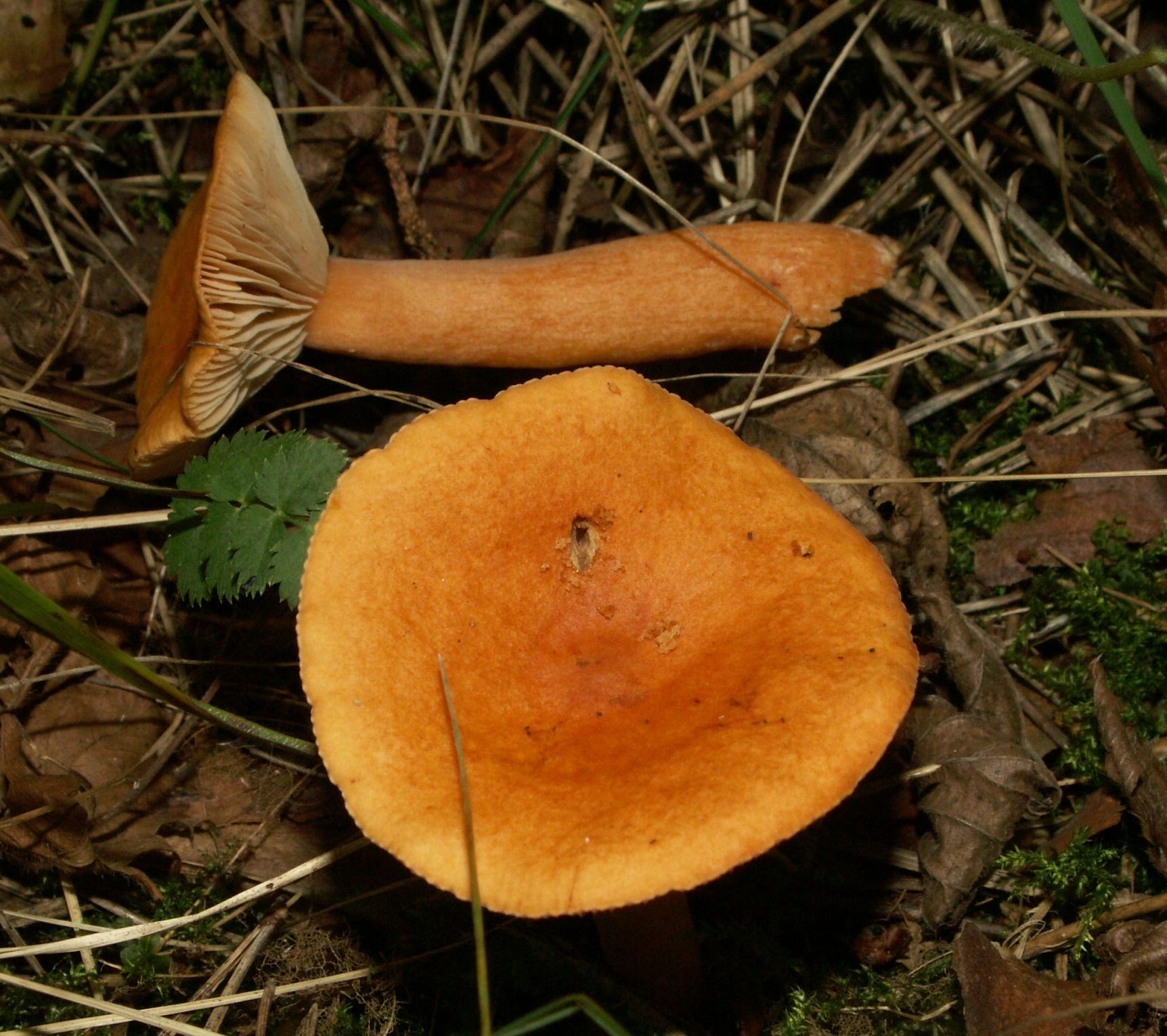
Lactarius aurantiacus
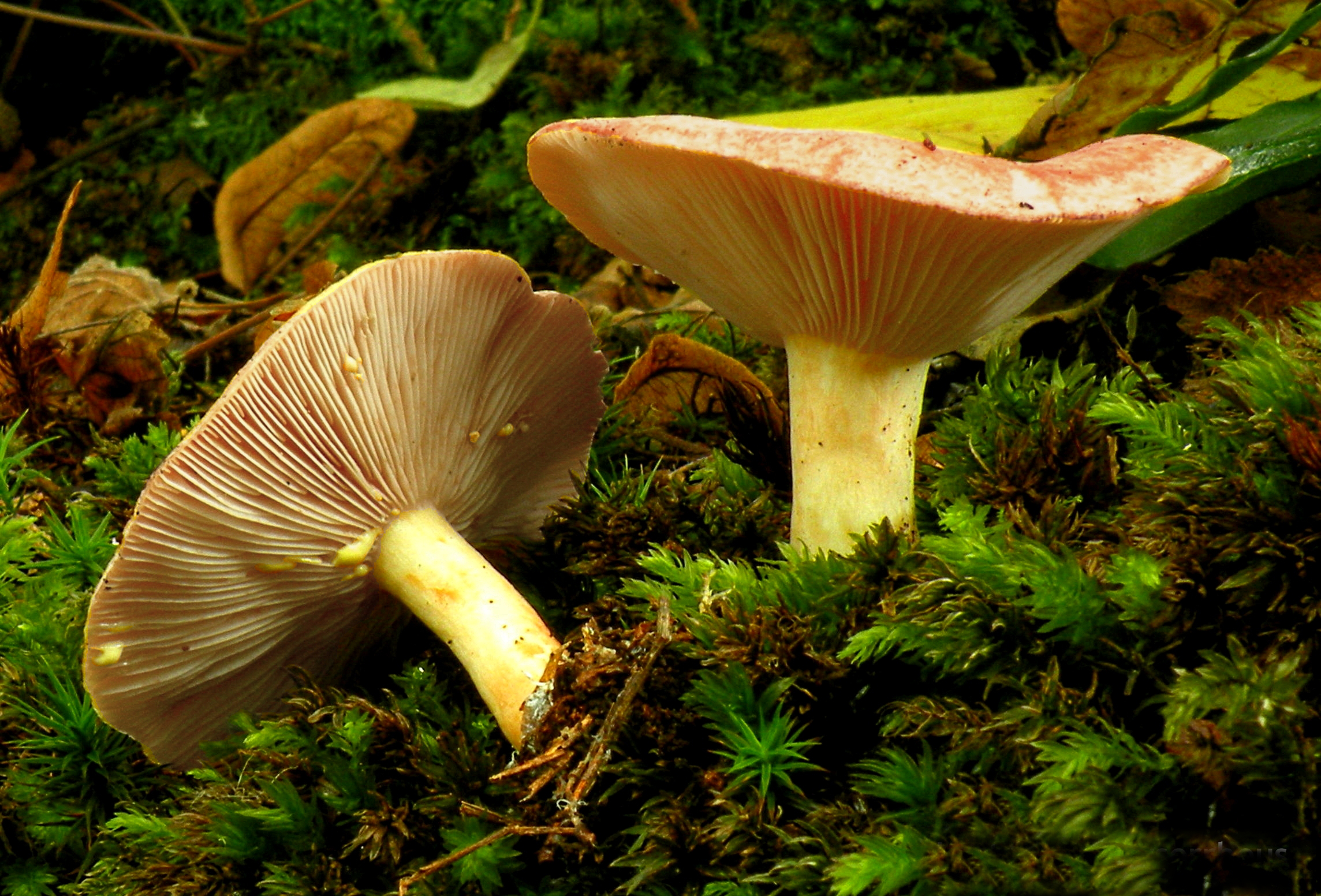
!Lactarius chrysorrheus!
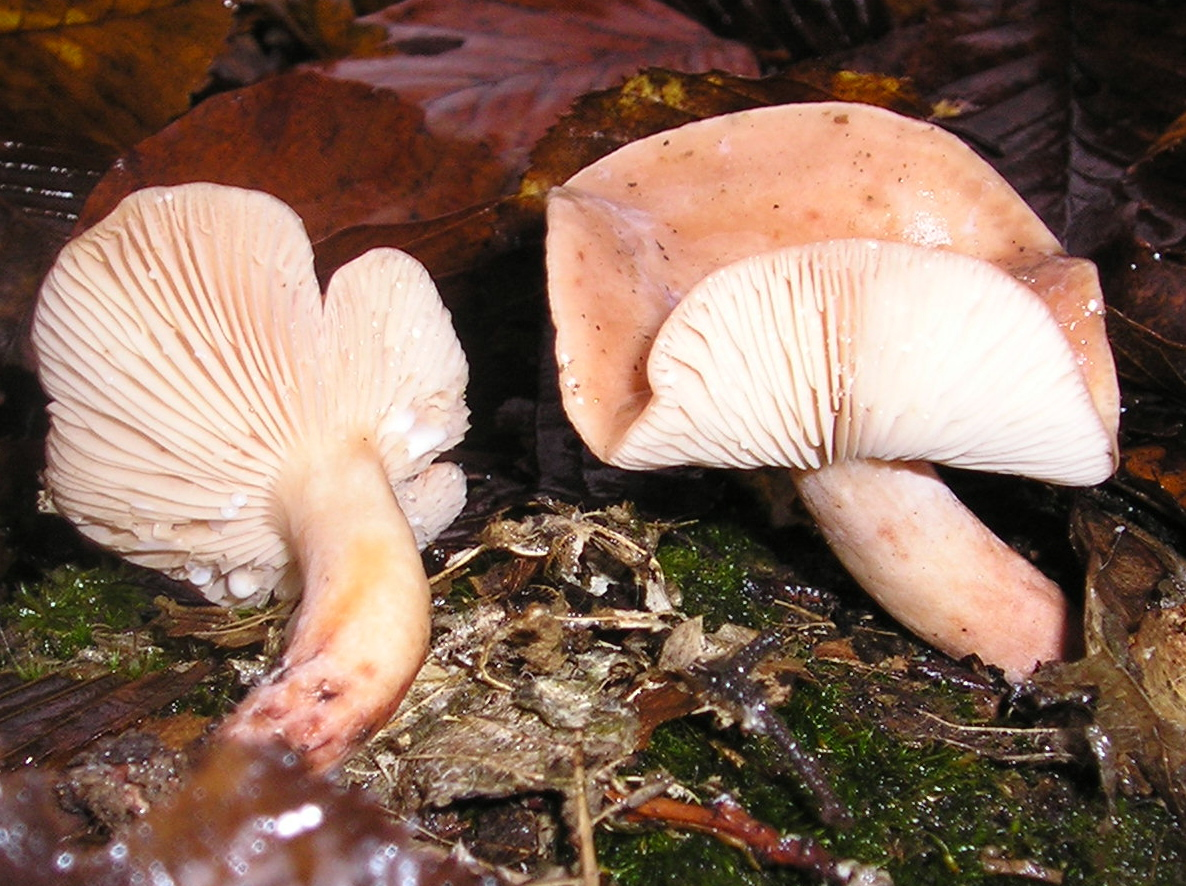
!Lactarius decipiens!
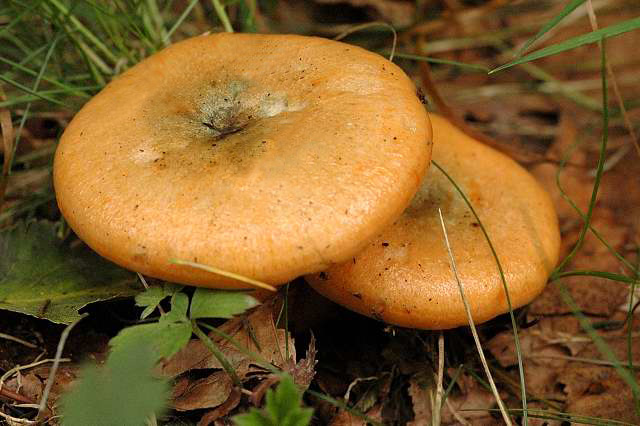
Lactarius deterrimus
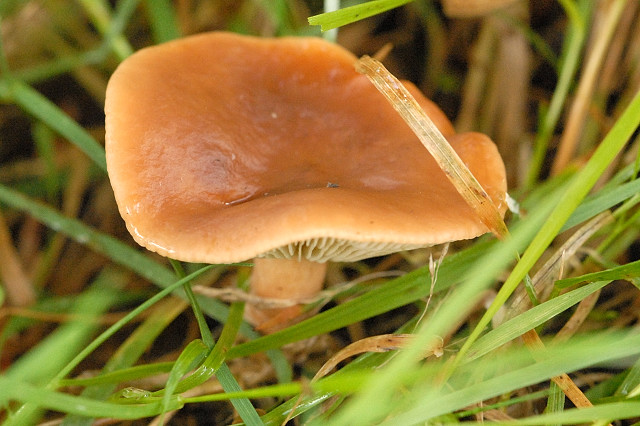
Lactarius fulvissimus
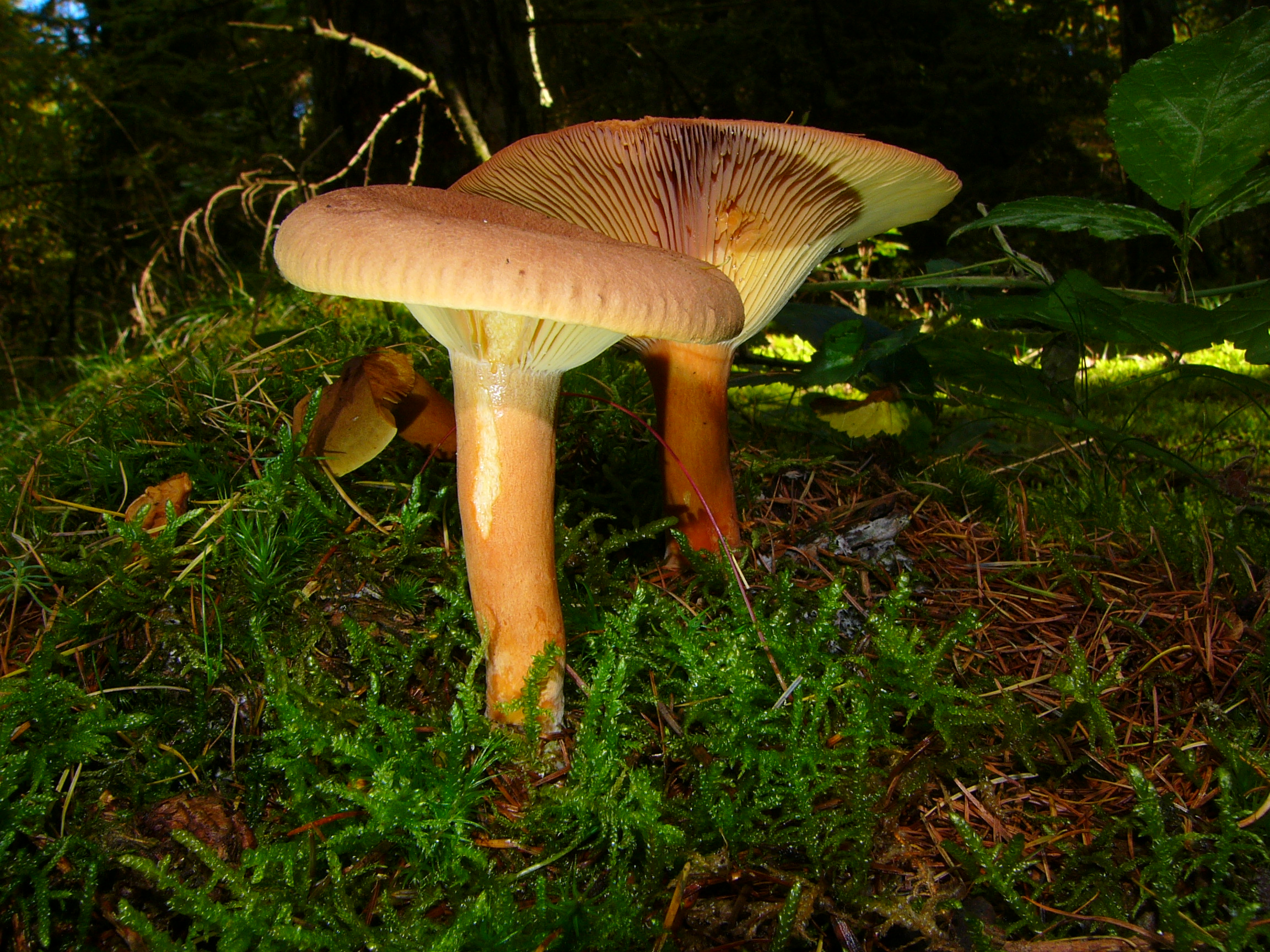
Lactarius helvus
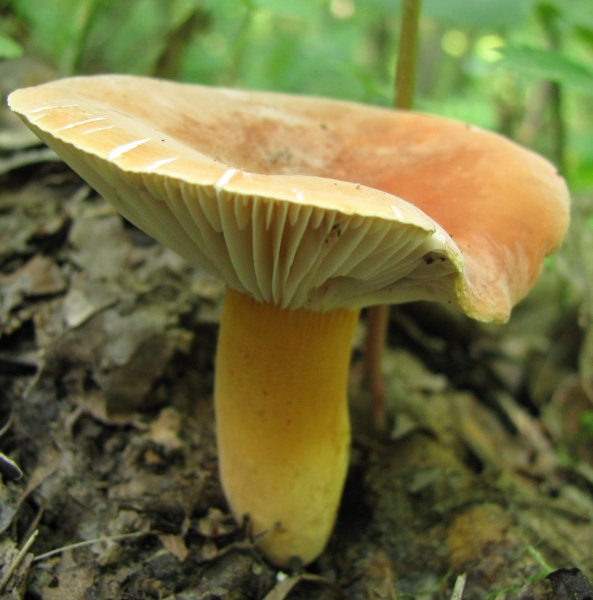
Lactarius hygrophoroides
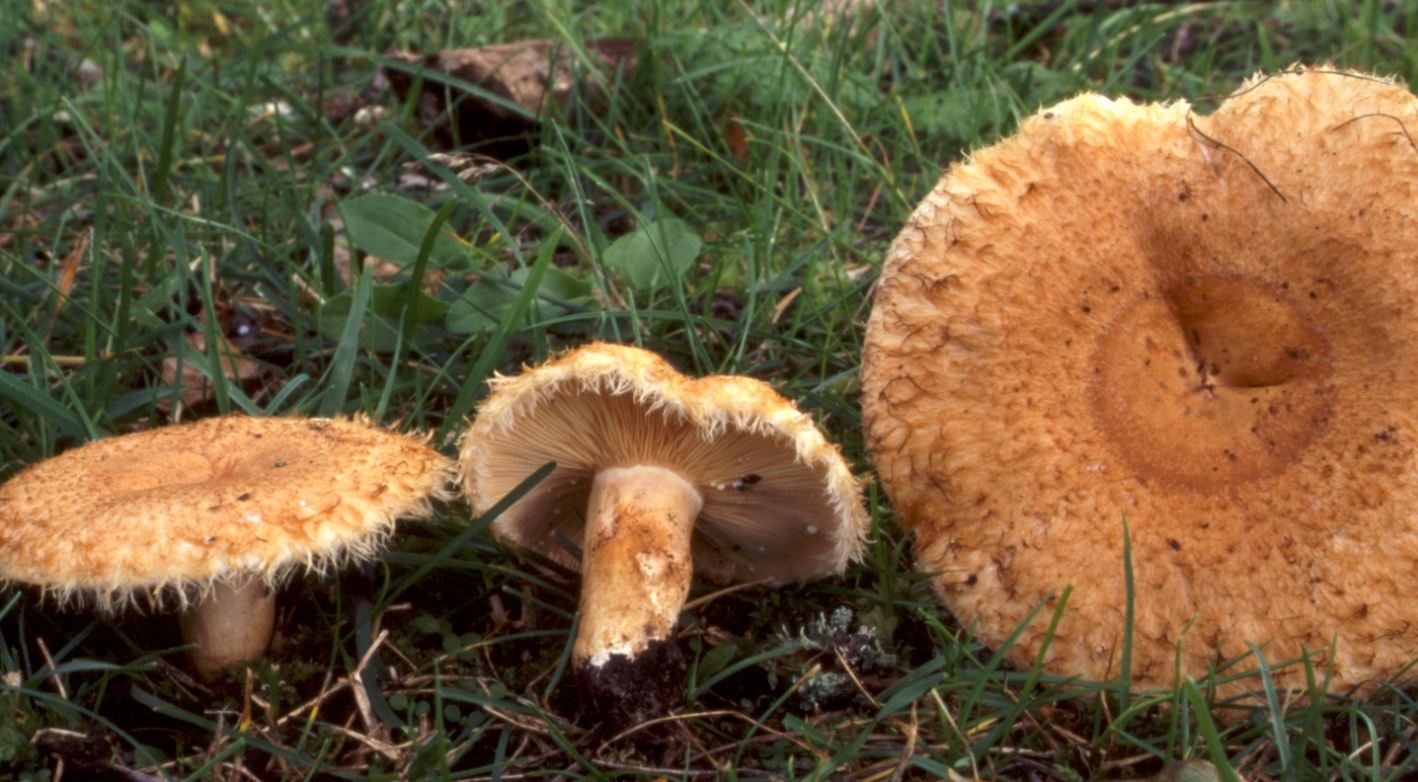
!!Lactarius mairei!!

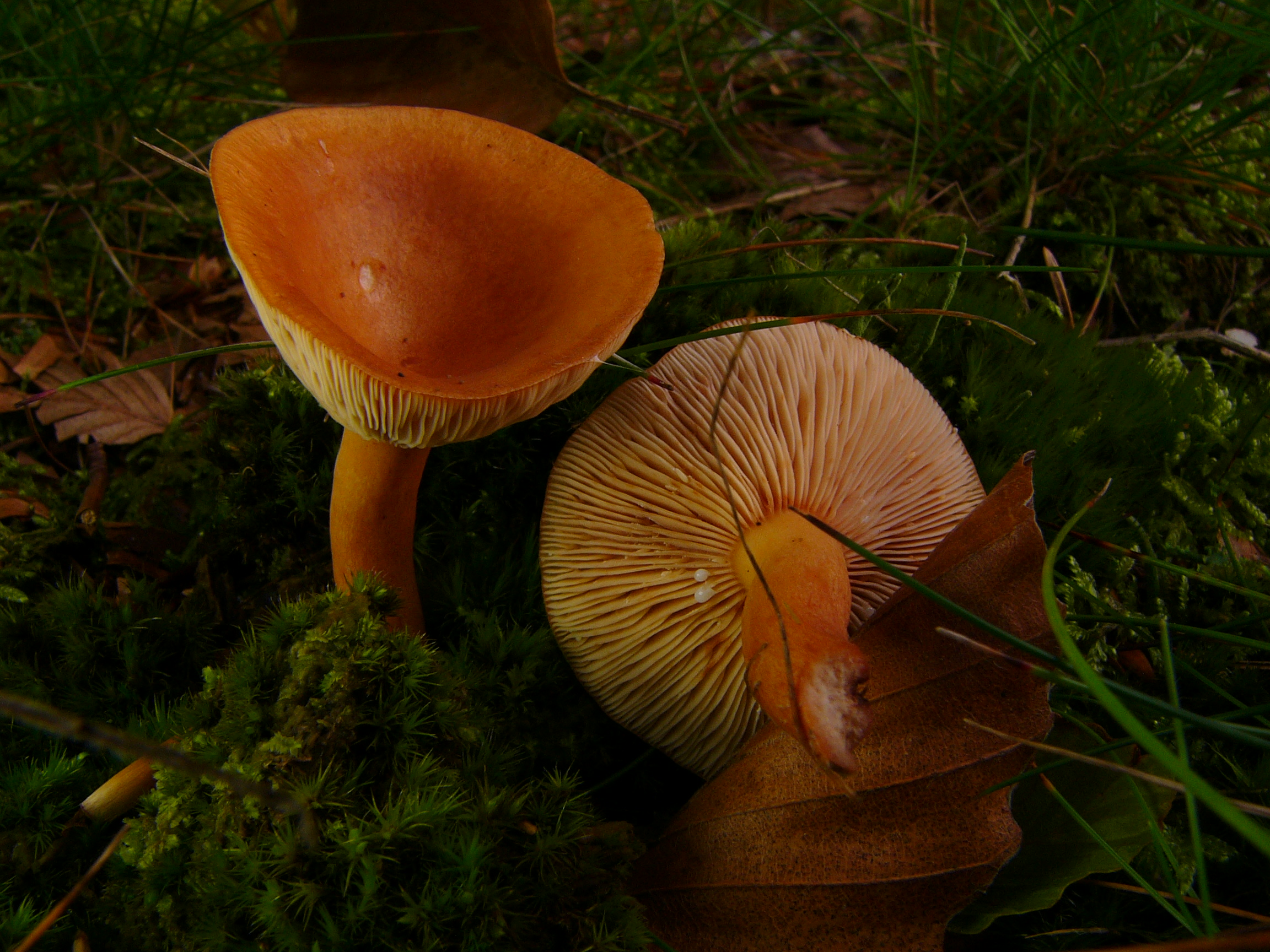
Lactarius quietus
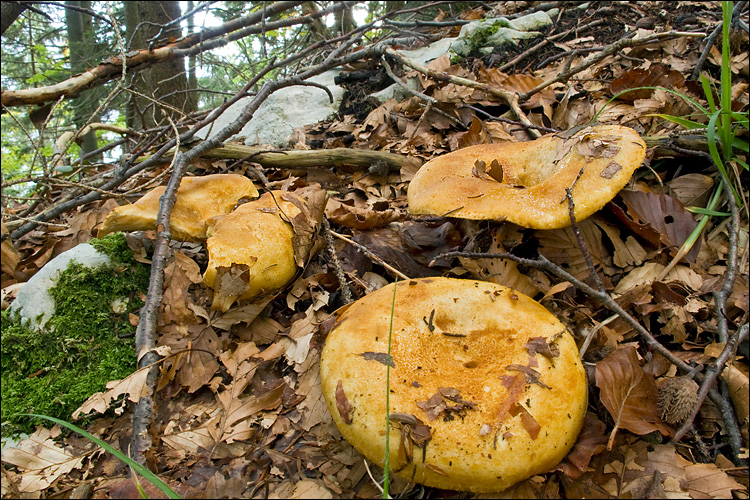
!!Lactarius scrobiculatus!!
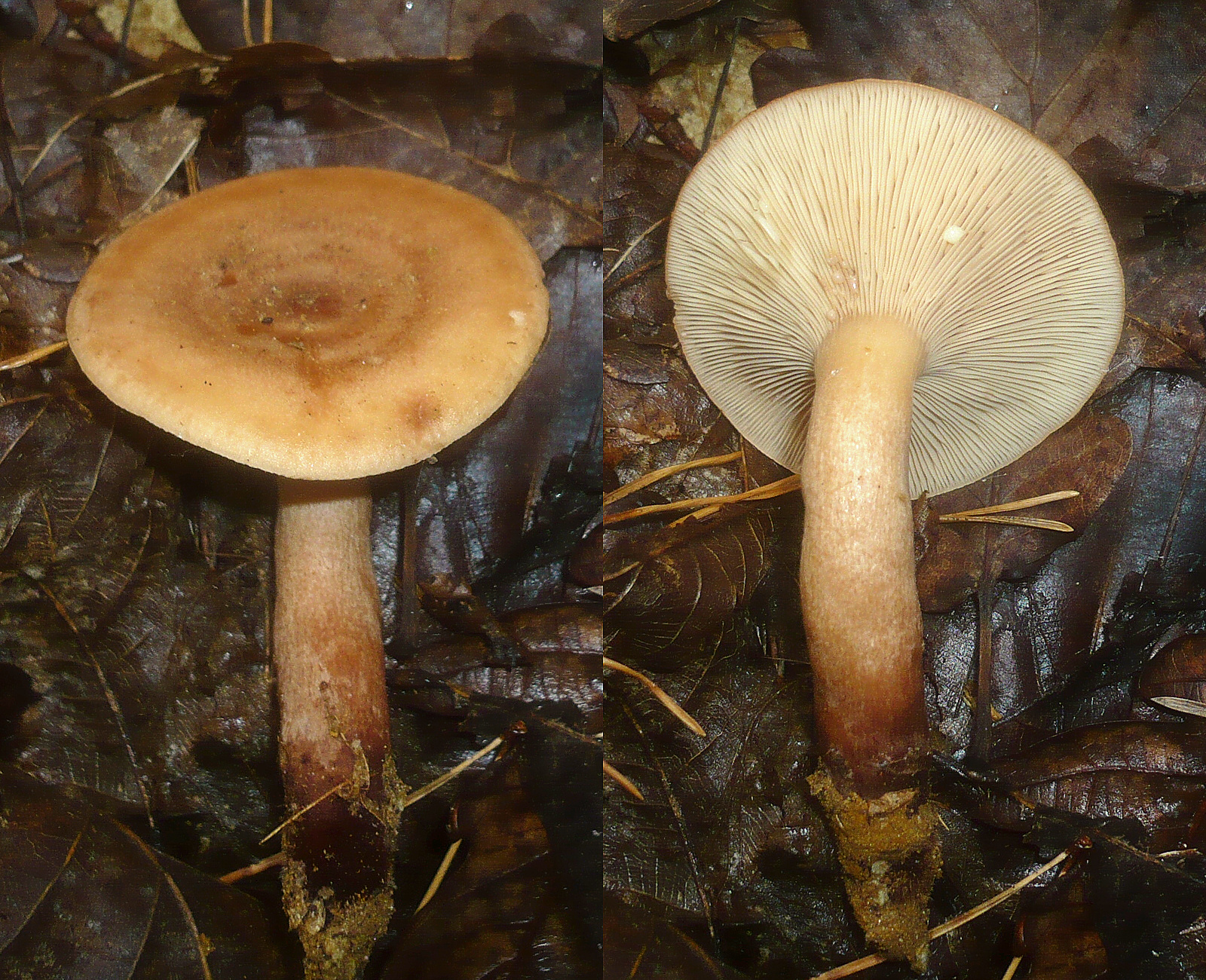
!Lactarius serifluus!
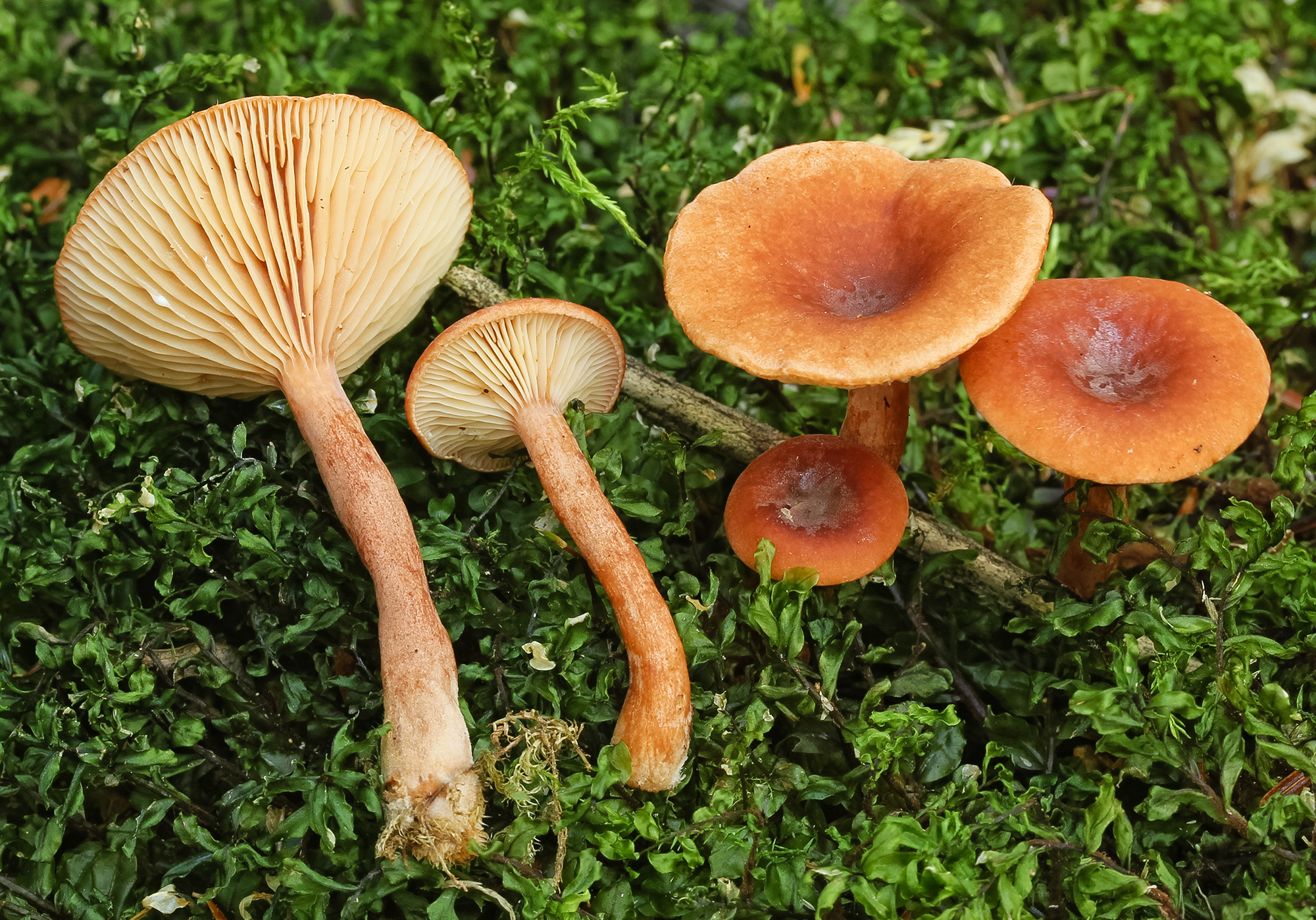
Lactarius subdulcis
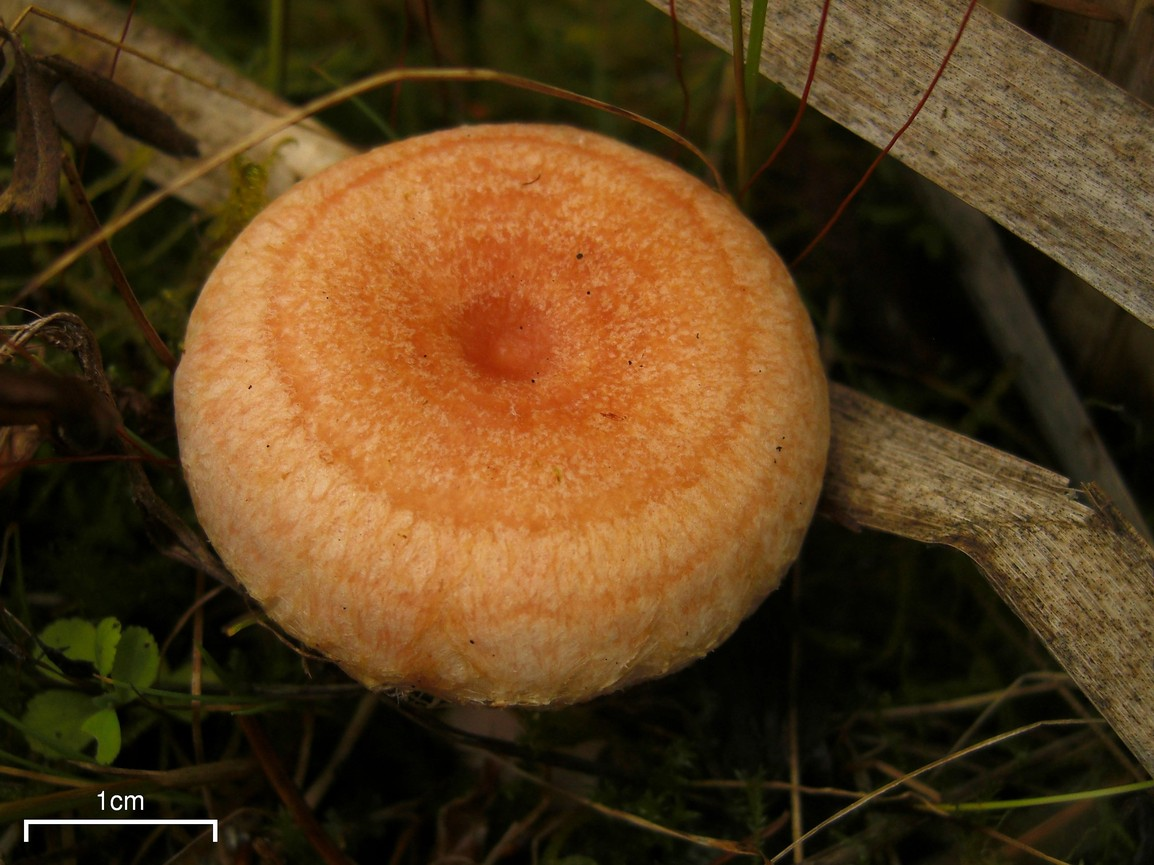
Lactarius torminosus
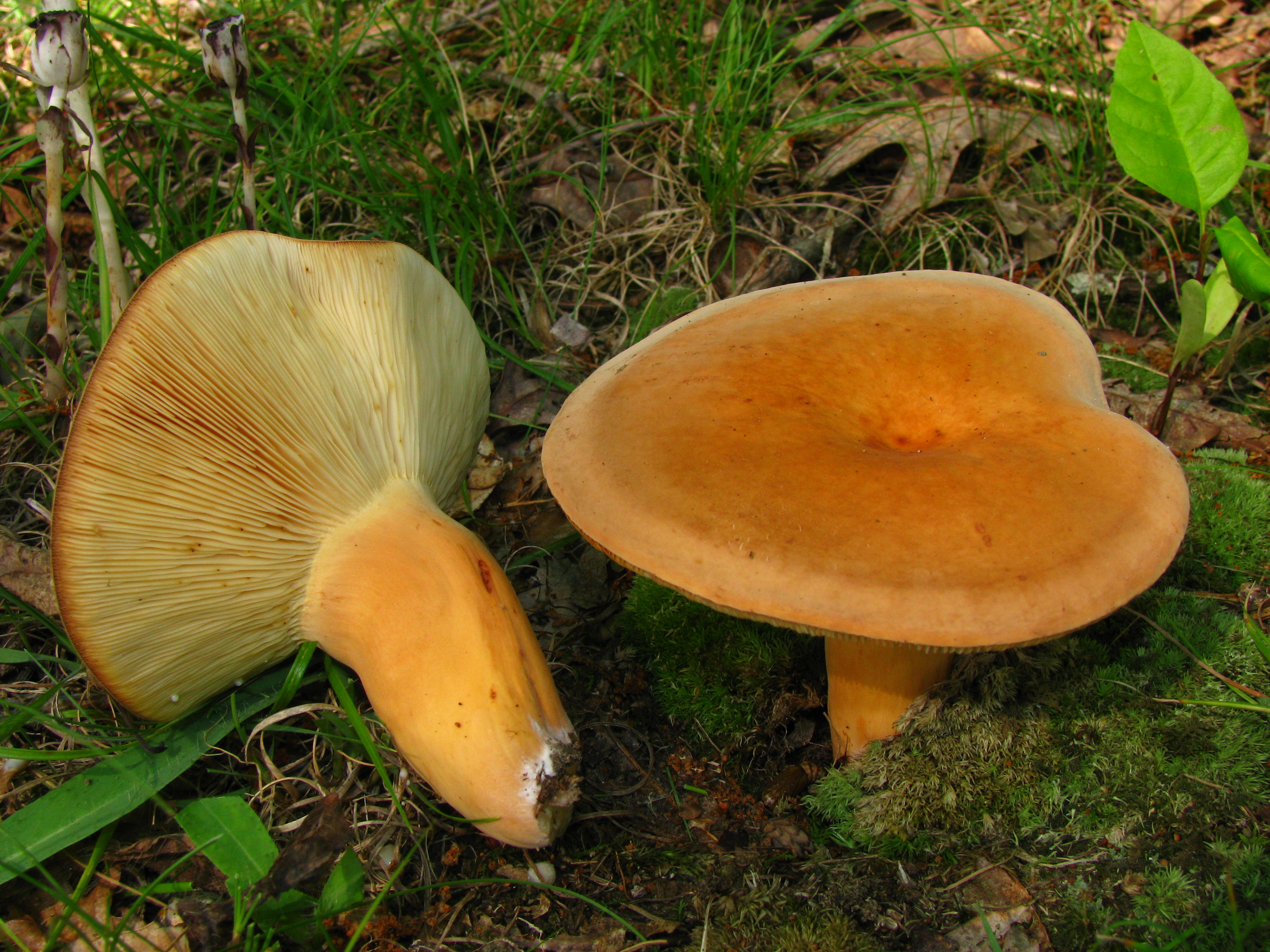
Lactarius volemus
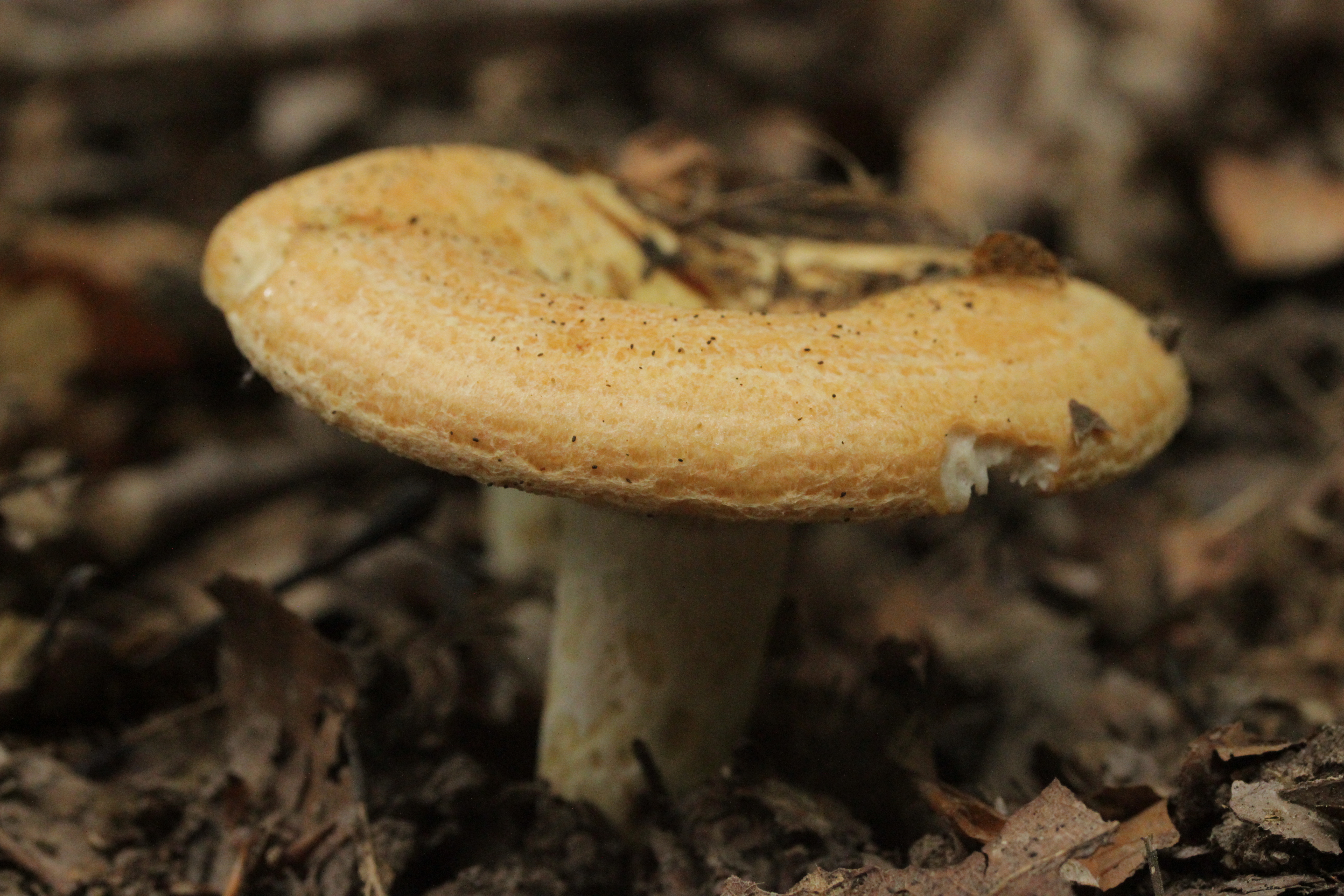
Lactarius zonarius

## Valorificare
Deși unii autori romani pretind că ciuperca ar fi toxică, provocând tulburări gastrice, ea este comestibilă, dar nici pe departe astfel de gustoasă ca de exemplu râșcovul de brad, dar poate fi adăugată la mâncăruri cu alți râșcovi sau prăjită și apoi conservată în ulei sau oțet. În 123 Pilzsuche se poate citi: „Nu sunt adevărat gustoase, dar, exemplare răsfirate în preparate mixte nu ies în evidență.” Jurnalul micologic Der Tintling notează: „Nu este otrăvitor, dar, din cauza sucului destul de amar, este considerat maximal de calitate mediocră pentru consum.”